# Pļaviņas
Pļaviņas (en allemand : Stockmannshof) est une ville de la région de Vidzeme en Lettonie, située dans la municipalité d'Aizkraukle.

## Géographie
La ville, d'une superficie de 7 km2, est établie sur la rive droite de la Daugava, après son confluent avec l'Aiviekste. La route A6 reliant Riga à la frontière biélorusse traverse l'agglomération. Ici commencent également les routes régionales P37 (Pļaviņas (Gostiņi)—Madona—Gulbene) et P78 (Pļaviņas—Ērgļi). La ville est desservie par les lignes du chemin de fer Rīga—Daugavpils et Pļaviņas—Gulbene.

## Histoire
Pļaviņas a acquis le statut de ville en 1927. En 1956, on a ajouté à son territoire administratif la commune voisine de Gostiņi. En 2009, elle devient le chef-lieu de la municipalité du même nom, qui est dissoute le 1er juillet 2021 et rattachée à celle d'Aizkraukle.

## Démographie
La population s'élevait à 3 692 habitants en 2011, 3 402 habitants en 2016 et 2 974 habitants en 2020.

## Personnalités
- Māris Bružiks (1962), athlète letton spécialiste du triple saut
- Raimonds Bergmanis (1966), ancien athlète de sport de force et homme politique letton
- Inese Jaunzeme (Goba) (1932—2011), athlète lettonne spécialiste du lancer du javelot

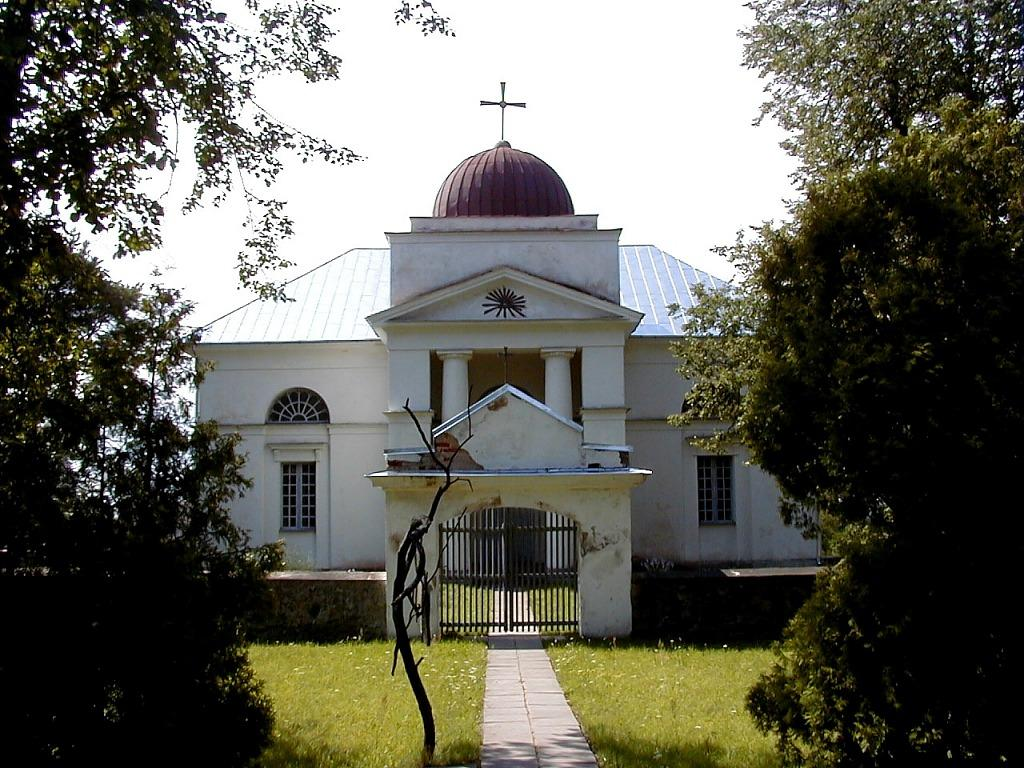
Église luthérienne de Gostiņi

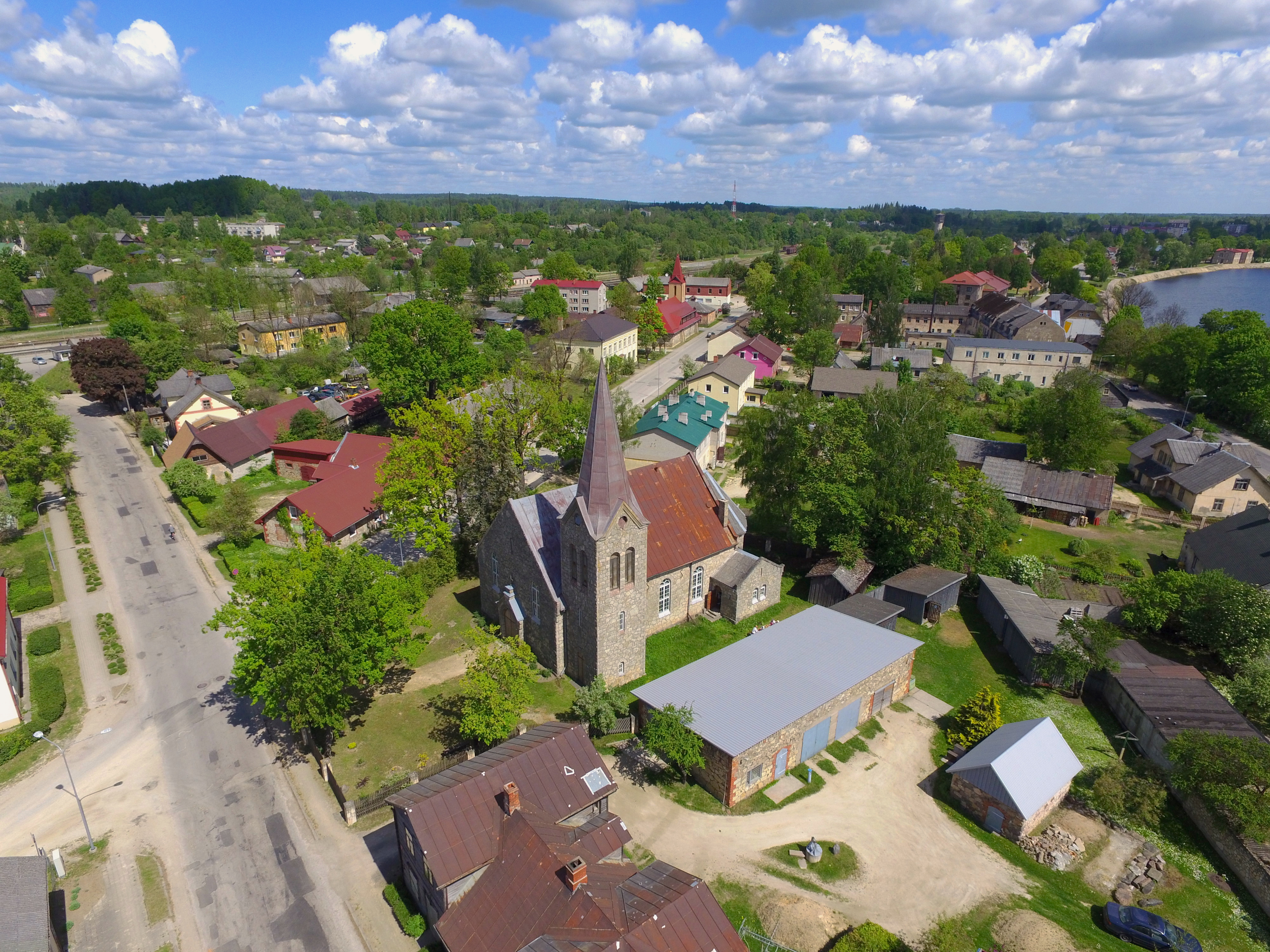
Pļaviņas vue aérienne